# Łysocha
Łysocha – północna część miasta Zwoleń w województwie mazowieckim, w powiecie zwoleńskim, w gminie Zwoleń.
Rozpościera się wzdłuż zewnętrznej sekcji ulicy Słowackiego, na północny wschód od centrum miasta. Jest zatem przedłużeniem Pragi.

## Historia
Łysocha to dawna wieś. W latach 1867–1925 należała do gminy Tczów w powiecie kozienickim w guberni radomskiej. W okresie międzywojennym należała do powiatu kozienickiego w woj. kieleckim. 1 lipca włączono ją do reaktywowanego miasta Zwoleń, utworzonego z dotychczasowej gminy Zwoleń (Zwoleń, Praga, Kopciucha i Regułt) oraz części gminy Tczów (wsie Wójtostwo Zwoleń, Łysocha i Stanisławów, kolonie Linówek i Józefów oraz ośrodek pofolwarczny Starostwo Zwoleń).